# Foxe-medence

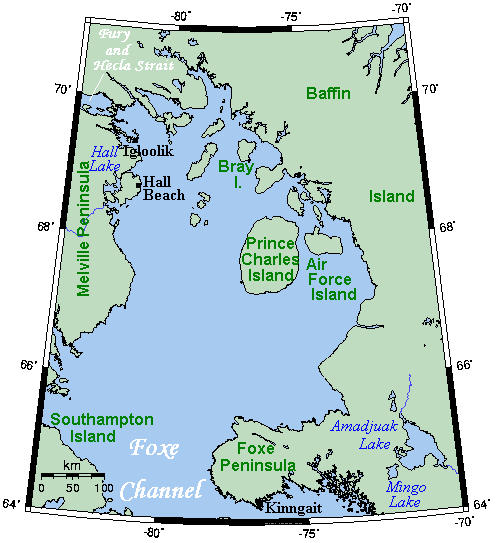
A Foxe-medence és környéke térképe

A Foxe-medence (angolul: Foxe Basin) sekély tengeröböl Kanada Nunavut tartományában, a Hudson-öböltől északra, a Baffin-sziget és a Melville-félsziget között. A nagyobb kiterjedésű Hudson-öböl fő összeköttetése az Északi-sarki-óceánnal. Az év jó részében jég borítja. 
A Foxe-medence hideg, de tápanyagban gazdag vize kitűnő élőhelyeket hoz létre a fitoplankton számára. Sok szigete van, amelyek tengeri madarak fontos élőhelyei, köztük a fecskesirály és a lilealakúak számos fajtája.
A medence Luke Foxe angol felfedezőről kapta nevét.